# Spilogona ocularia
Spilogona ocularia este o specie de muște din genul Spilogona, familia Muscidae. A fost descrisă pentru prima dată de Villeneuve în anul 1922. Conform Catalogue of Life specia Spilogona ocularia nu are subspecii cunoscute.